# 顏容暄
顏容暄（1581年—1635年），字孚儒，號太屏，福建漳州府漳浦縣人，軍籍，明朝政治人物。

## 生平
萬曆三十七年（1609年）己酉科福建鄉試第四十六名舉人，三十八年（1610年）中式庚戌科會試第八十六名，二甲第二十一名進士。禮部觀政，授刑部江西司主事，丁憂。服闕，起為工部屯田司主事，升郎中，出為南陽府知府，天啟二年（1622年）正月去職，六年（1626年）起為揚州府知府，崇禎二年（1629年）調直隸太平府知府，四年（1631年）調鳳陽府知府，八年（1635年）正月張獻忠破城，不屈被杖殺。

## 家族
曾祖顏篤祐；祖父顏君節；父顏道林，母許氏。具慶下。從兄顏鑄（庠生）、顏厚（典史），弟顏容曦、顏容晛、顏容曄，從弟顏弼（典史）、顏逢陽（庠生）、顏增華（庠生）、顏粹和（庠生）、顏從杏（庠生）、顏從雲（庠生）、顏仲芬、顏仲芳（庠生）。